# Hugo Rodallega
Hugo Rodallega Martínez (* 25. Juli 1985 in El Carmelo, Candelaria) ist ein kolumbianischer Fußballspieler.

## Karriere

### Verein
Rodallega begann seine Karriere bei Deportes Quindío im Jahr 2004. Ein Jahr später wechselte er nach Mexiko zu CF Monterrey. Im Januar 2009 folgte der Wechsel nach Europa, wo er einen Vertrag bei Wigan Athletic unterzeichnete. Seine erste Saison beendete er mit 24 Toren als bester Torschütze des Vereins.
Nachdem im Sommer 2012 sein Vertrag bei Wigan Athletic ausgelaufen war, schloss er sich dem Londoner Hauptstadtverein FC Fulham und unterschrieb einen Dreijahresvertrag. Sein erstes Tor erzielte er beim 2:1-Auswärtssieg gegen seinen ehemaligen Verein Wigan Athletic.
Seit Sommer 2015 steht er in der türkischen Süper Lig bei Akhisar Belediyespor unter Vertrag. Bei diesem Verein etablierte er sich schnell zum Leistungsträger und zu einem der erfolgreichsten Torjäger der Liga. Dadurch interessierten sich mehrere türkische Erstligisten für Rodallega. Schließlich wechselte er in der Wintertransferperiode 2016/17 zum Ligarivalen Trabzonspor. Hier lief er insgesamt 71-mal in der Liga auf und erzielte dabei 26 Tore.
Nachdem seine Forderungen für die Saison 2019/20 für Trabzonspor zu hoch waren, wechselte Rodallega innerhalb der Liga zum Neuaufsteiger Denizlispor, welchem nach neun Jahren Abstinenz die Rückkehr in das Oberhaus gelang. 2021 wechselte er zum brasilianischen Club EC Bahia.

### Nationalmannschaft
2005 wurde er für die kolumbianische U-20 zur Südamerika-Meisterschaft nominiert und wurde dort Torschützenkönig. Sein Debüt für die erste Mannschaft gab er 2005 im Freundschaftsspiel gegen Venezuela.

## Auszeichnungen
- Torschützenkönig des türkischen Fußballpokals: 2017/18
- Torschützenkönig Copa do Nordeste: 2022